# Claudio Bonoldi
Claudio Bonoldi (Plaisance, 26 octobre 1783 – Milan, 14 février 1846) est un ténor italien.

## Biographie
Bonoldi était un ténor lyrique. Au début de sa carrière, sa voix lui permettait de jouer des rôles dans les opéras comiques. Plus tard, avec l'évolution de son timbre vocal, qui est devenu plus sombre et avec plus de résonance, Bonoldi a interprété des rôles plus dramatiques, comme Pollione dans Norma, et même des rôles de basse chantante, comme Assur dans Semiramide de Gioachino Rossini et Don Giovanni dans l'opéra de Wolfgang Amadeus Mozart.
Il a étudié le chant dans sa ville natale avec le maestro Giacomo Carcani (1734-ca. 1820), et s'est perfectionné auprès du maître B. Gherardi. Il a commencé sa carrière en 1803, au Teatro d'Angennes de Turin dans des seconds rôles. À La Scala de Milan en 1811, il a fait ses débuts dans le rôle de Peronio lors de la création de l'opéra Annibale in Capua de Giuseppe Farinelli. Dans les saisons suivantes de la Scala, il a chanté souvent de 1812 à 1826. Toujours à La Scala, le 26 septembre 1812, il a participé à la première mondiale de l'opéra La pietra del paragone de Gioachino Rossini, aux côtés de la contralto Marietta Marcolini et de la basse Filippo Galli. Pour le célèbre compositeur de Pesaro, Bonoldi a chanté pour la création de trois autres œuvres: Sigismondo au Théâtre de la Fenice à Venise le 26 décembre 1814, Armida au Teatro San Carlo à Naples le 11 novembre 1817, Bianca e Falliero à La Scala le 16 décembre 1819.
Bonoldi s'est produit dans les plus grands théâtres italiens: Teatro San Carlo à Naples, Teatro Argentina à Rome, Teatro Sant'Agostino de Gênes, Teatro Comunale di Bologna, Teatro Ducale à Parme, Teatro Carcano de Milan, Teatro La Fenice à Venise, Teatro Regio à Turin, Teatro Comunale à Trieste, Teatro della Società de Rovigo, Teatro degli Avvalorati de Livourne, Théâtre philharmonique de Vérone, le Théâtre municipal de Plaisance, le Teatro lirico de Padoue, Teatro Riccardi à Bergame, Théâtre municipal de Cuneo.
Son cheval de bataille a été le rôle de Vanoldo dans La rosa bianca e la rosa rossa de Giovanni Simone Mayr, mais il s'est fait remarquer dans d'autres rôles comme Giocondo dans La pietra del paragone et  celui de Don Giovanni de Mozart. Il s'est retiré de la scène en 1842, puis il a enseigné le chant au conservatoire de Milan. Il est mort à Milan.

## Répertoire
- Giuseppe Farinelli
  - Annibale in Capua (Peronio), Milan, 1811
  - La chiarina (L'aiutante), Milan, 1815
- Giuseppe Mosca
  - Le bestie in uomini (Riccardo), Milan, 1812
  - I pretendenti delusi (Il conte Odoardo), Milan, 1813
- Stefano Pavesi
  - Nitteti (Amasi), Turin, 1811
  - Ser Marcantonio (Medoro), Milan, 1812
  - I riti d'Efeso (Agenore), Parme, 1812
  - Un avvertimento ai gelosi (il conte di Ripaverde), Milan, 1813
  - La muta di Portici (Masaniello), Venise, 1831
- Pietro Generali
  - Adelina (Erneville), Trieste, 1812
  - L'amore prodotto dall'odio (Don Rammiro), Milan, 1813
  - Bajazet (Acmet), Turin, 1813
  - I baccanali di Roma (Sempronio), Faenza, 1818
  - Adelaide di Borgogna (Ottone), Milan, 1819
- Pietro Alessandro Guglielmi
  - Ernesto e Palmira (Ernesto), Milan, 1813
- Ercole Paganini
  - Cesare in Egitto (Tolomeo), Turin, 1814
- Carlo Coccia
  - Euristea (Tebandro), Venise, 1815
- Ferdinando Paër
  - L'eroismo in amore, Milan, 1815
- Joseph Weigl
  - Il ritorno d'Astrea (Cantata), Milan, 1815
  - La famiglia svizzera (Jakob), Milan, 1816
- Michele Carafa
  - Ifigenia in Tauride (Oreste), Naples, 1817
- Peter Winter
  - I due Valdomiri (Ulrico), Milan, 1817
- Giovanni Pacini
  - Vallace (Vallace), Milan, 1820
  - Temistocle (Temistocle), Milan, 1823
- Gioachino Rossini
  - La pietra del paragone (Giocondo), Milan, 1812
  - Sigismondo (Ladislao), Turin, 1814
  - Armida (Ubaldo e Germano), Naples, 1817
  - Ciro in Babilonia (Baldassarre), Milan, 1818
  - Otello (Otello), Trieste, 1818
  - Bianca e Falliero (Contareno), Milan, 1819
  - Aureliano in Palmira (Aureliano), Venise, 1820
  - Eduardo e Cristina (Carlo), Lucques, 1820
  - Maometto II (Paolo Erisso), Milan, 1824
  - Semiramide (Assur), Padoue, 1824
- Domenico Cimarosa
  - Gli Orazi e i Curiazi (Marco Orazio), Parme, 1811
- Giovanni Paisiello
  - Il barbiere di Siviglia (Lindoro), Milan, 1811
- Giovanni Simone Mayr
  - Elisa (Teorindo), Milan, 1813
  - La rosa bianca e la rosa rossa (Vanoldo), Gênes, 1813
  - Ginevra di Scozia (Polinesso), Milan, 1816
  - Atar (Assur), Gênes, 1814
- Vincenzo Bellini
  - Norma (Pollione), Milan, 1832
  - Beatrice di Tenda (Filippo Visconti), Milan, 1833
- Gaetano Donizetti
  - L'esule di Roma (Fulvio) Trieste, 1833
  - Torquato Tasso (Torquato Tasso), Cuneo, 1835
  - Il furioso all'isola di San Domingo (Cardenio), Cuneo, 1835
- Giacomo Meyerbeer
  - Semiramide riconosciuta (Ircano), Turin, 1819
- Wolfgang Amadeus Mozart
  - Don Giovanni (Don Giovanni), Milan, 1816
- Carlo Evasio Soliva
  - La testa di bronzo (Federico), Milan, 1816
  - Berenice d'Armenia (Lucio Antonino), Turin, 1816
  - Giulia e Sesto Pompeo (Ottavio), Milan, 1817
- Paolo Bonfichi
  - Abradate e Dircea (Ciro), Turin, 1817
  - Beniowski (Igor), Venise, 1831
- Gaspare Spontini
  - La Vestale (Cinna), Milan, 1824
- Gustavo Carulli
  - I tre mariti (Belmont), Milan, 1824
- Francesco Sampieri
  - Pompeo in Siria (Clearco), Milan, 1824
- Antonio Sapienza
  - Gonzalvo (Ferdinando), Milan, 1825
- Giuseppe Persiani
  - Danao re d'Argo (Danao), Livourne, 1827
- Giuseppe Nicolini
  - Ilda D'Avenel (Fergusto), Bergame, 1828
  - Il conte di Lenosse (Clarendon), Venise, 1830
- Ramón Carnicer
  - Elena e Costantino, Barcelone, 1822
  - Don Giovanni Tentorio, Barcelone, 1822

## Traduction
- (it) Cet article est partiellement ou en totalité issu de l’article de Wikipédia en italien intitulé « Claudio Bonoldi » (voir la liste des auteurs).